# N-vinylpyrrolidon
N-vinylpyrrolidon (afgekort tot NVP) is een kleurloze tot lichtgele vloeistof. Het is een heterocyclische organische verbinding, maar geen aromatische verbinding. Het is volledig mengbaar in water en oplosbaar in vele organische oplosmiddelen. Het wordt in de chemische industrie gebruikt voor de productie van polymeren en van inkten en lakken.
Vinylpyrrolidon kan uit zichzelf polymeriseren; daarbij wordt warmte ontwikkeld. De polymerisatie kan met UV-licht op gang worden gebracht. Daarom wordt er tijdens de opslag een kleine hoeveelheid stabilisator aan toegevoegd (natriumhydroxide, kaliumhydroxide of N,N'-di-sec-butyl-p-fenyleendiamine).

## Synthese
N-vinylpyrrolidon wordt bereid door 2-pyrrolidon te reageren met ethyn, volgens de Reppe-synthese.
Een andere methode, die het gebruik van ethyn vermijdt, bestaat erin gamma-butyrolacton te reageren met 2-amino-ethanol. Het reactieproduct, N-(2-hydroxyethyl)-2-pyrrolidon wordt daarna gedehydrateerd tot NVP.

## Toepassingen
Het grootste deel van de NVP-productie wordt gebruikt voor de productie van het polymeer polyvinylpyrrolidon (PVP) of van copolymeren.
Een kleine hoeveelheid NVP wordt gebruikt als een reactieve verdunner in inkten en lakken die met UV-licht uitharden.